# Янково-Дольне (метеорит)
Янково-Дольне (Jankowo Dolne) — залізний метеорит, що належить до крупнозернистих октаедритів, знайдений у липні 2004 року в селі Янково-Дольне в Гнезненському повіті в Польщі.
Метеорит знайшов Матеуш Шишка, колишній член Польського метеоритного товариства. Найбільший уламок метеорита вагою близько 12 кг знайшли у вулику, де він служив гирею. Інші уламки метеорита були знайдені неподалік і мали маси масою 112 г, 151 г і 220 г. Досліджений був найменший фрагмент. Передбачається, що метеорит Янково-Дольне відноситься до того ж падіння, що і метеорит Мораско.